# デイヴィッド・ケラーマン
デイヴィッド・ケラーマン（David Kellermann ? - 2009年4月22日）は、アメリカ合衆国の銀行家。2008年9月から連邦住宅金融抵当公庫（フレディー・マック）の代理のCFOを務めていたが、2009年4月22日にバージニア州ビエナで自殺した。